# Lerchenfeld (Hamburg)
Das Lerchenfeld ist eine Hauptverkehrsstraße im Hamburger Stadtteil Uhlenhorst. Sie ist Teil der Bundesstraße 5.
Die Straße ist auf ihrer nordöstlichen Straßenseite durch öffentliche Bauten geprägt. Im Südwesten finden sich Mehrfamilienhäuser, die aber heute teilweise auch gewerblich genutzt werden.

## Name, Verlauf und Geschichte

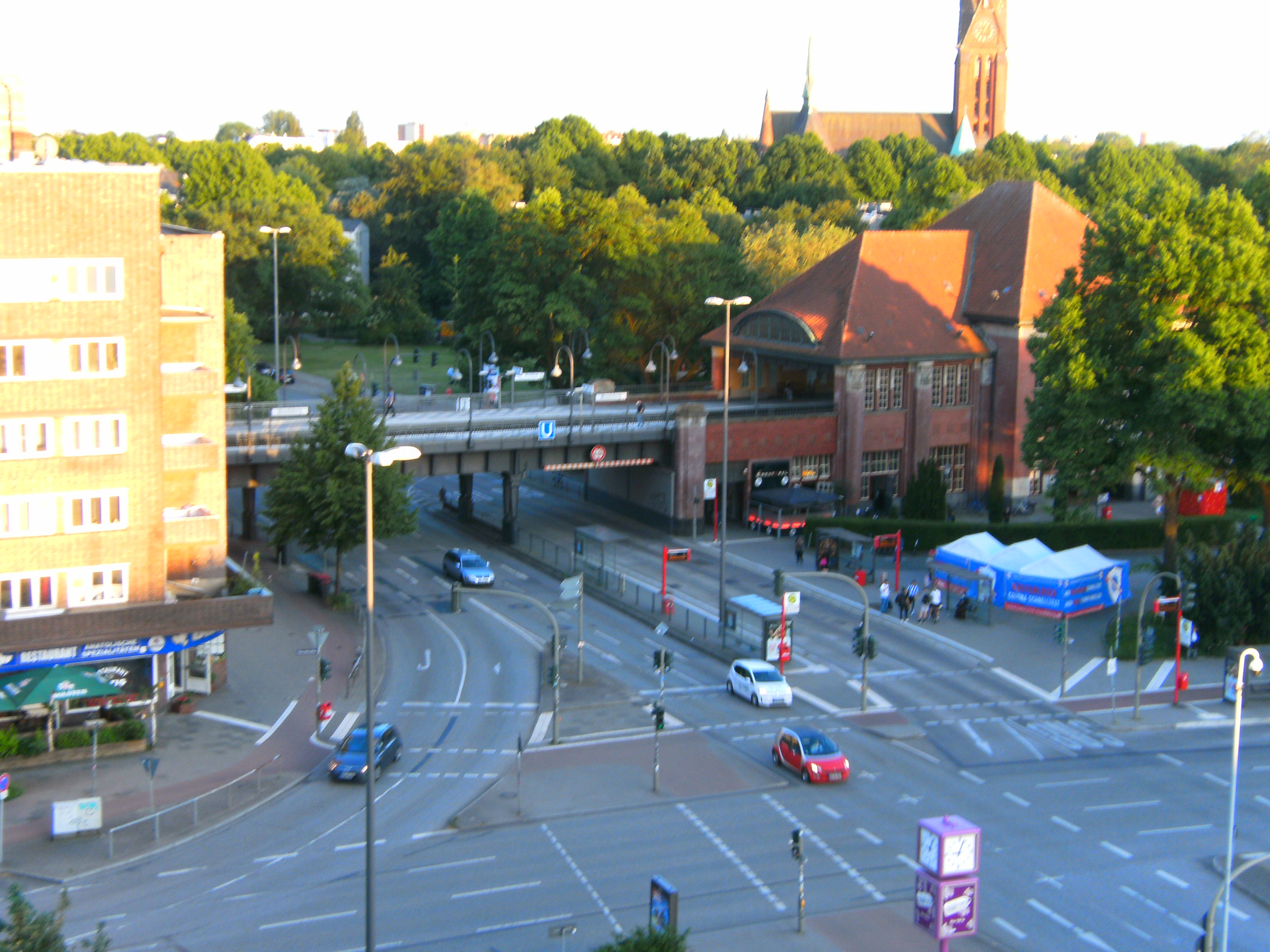
Hamburg, Lerchenfeld: Abschnitt Hochbahnüberführung Mundsburg bis Ecke Oberaltenallee

Die Straße Lerchenfeld, die ihren Namen von den früher dort in großer Zahl vorkommenden Hauben- und Heidelerchen ableitet, beginnt nördlich der Wartenaubrücke über den Eilbekkanal als Verlängerung der Wartenau. Im Norden ist die Straße ab der Einmündung des Schürbeker Bogens Einbahnstraße Richtung Norden. Die Regelung, den Verkehr in Richtung Osten über die Schürbeker Straße zu führen, wurde 1960 eingeführt. Ursprünglich war geplant, die Kreuzung mit dem Straßenzug Mundsburger Damm / Hamburger Straße / Oberaltenallee bis 1965 zweigeschossig umzubauen. Dies wurde jedoch nicht umgesetzt. Später wurde ein Fußgängertunnelsystem für die Kreuzung vorgesehen. Aber auch diese Planung wurde nicht realisiert. Die Straße, die auf voller Länge Teil der Bundesstraße 5 ist, gehört zum Hauptverkehrsstraßennetz von Hamburg.

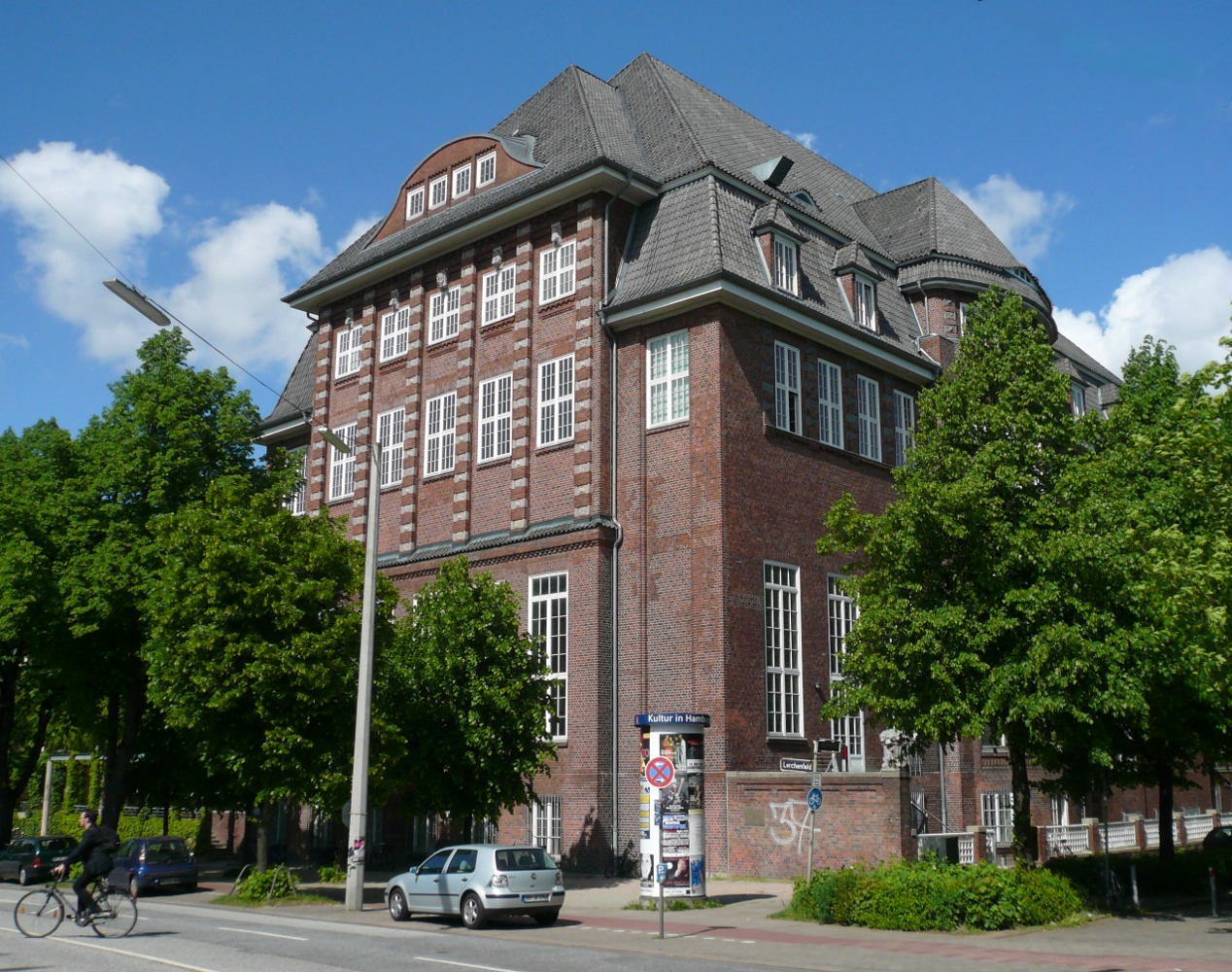
Die Hochschule für bildende Künste liegt gegenüber dem Eilbekkanal am Lerchenfeld.

Direkt hinter dem Eilbekkanal quert die Veloroute 6 im Verlauf des Straßenzuges Immenhof / Uferstraße das Lerchenfeld. An der Ecke zu Uferstraße befindet sich eine Stadtradstation. Dahinter liegt auf der nordöstlichen Seite direkt hinter der Einmündung der Uferstraße die Hochschule für bildende Künste Hamburg, Lerchenfeld 2. Die 1767 von der Patriotischen Gesellschaft gegründete Einrichtung zog Anfang des 20. Jahrhunderts in das von Fritz Schumacher entworfene und von 1911 bis 1913 erbaute Gebäude. Zuvor hatte sie ihren Sitz im Gebäude des Museums für Kunst und Gewerbe. Von 1947 bis 1968 fand dort regelmäßig auch das Hamburger Künstlerfest unter dem Namen Li-La-Lerchenfeld statt (1976 wurde noch einmal eine abgespeckte Version als Mini-LiLaLe durchgeführt). 

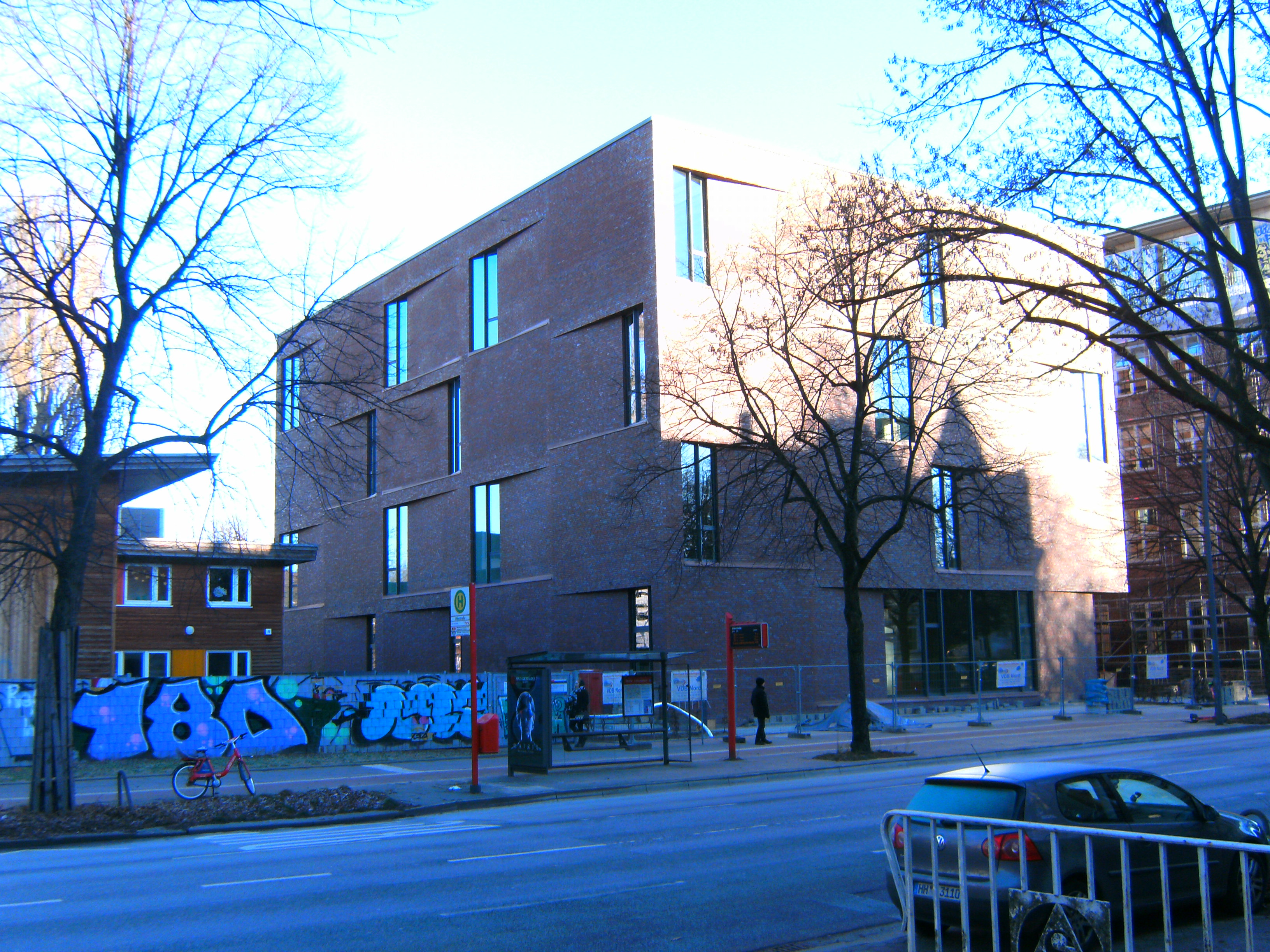
Hamburg, Hochschule für bildende Künste: Separates Atelierhaus mit Arbeitskojen, Lerchenfeld 2A.

Ein separates mit rostbraunem Backstein verkleidetes Atelierhaus der Winking Froh Architekten mit Galerieraum im Erdgeschoss und Arbeitskojen für 120 Masterstudierende schließt sich an. Es wurde im Februar 2022 eröffnet.
Direkt nördlich der Hochschule für bildende Künste befindet sich seit 2017 das Kinderschutzhaus Lerchenfeld, in dem Säuglinge und Kleinkinder betreut werden. Zuvor war dort eine Einrichtung für junge Flüchtlinge untergebracht worden. In den 1990er Jahren war von der rot-grünen Koalition im Bezirk Hamburg-Nord geplant, auf der Fläche einen Bauwagen-Platz anzusiedeln.
Gegenüber der Kunsthochschule steht das Etagenhaus-Ensemble Immenhof 2 / Lerchenfeld 1, 3, 5. Es wurde in den 1890er Jahren von verschiedenen Architekten erbaut und steht unter Denkmalschutz. In der Hausnummer 7 befand sich viele Jahrzehnte eine Filiale des traditionsreichen 1849 gegründeten Papier- und Bürofachgeschäfts Persiehl, Schreyer & Co. In den Räumlichkeiten betreibt derzeit die 1981 gegründete Boesner-Unternehmensgruppe ein Fachgeschäft für Künstlerbedarf. Weiter nördlich befindet sich hinter der Kreuzung Birkenau eine von Bäumen umsäumte Grünfläche, auf der Rettungshubschrauber landen können. Anschließend dahinter befindet sich ein großer Kinderspielplatz. Dieser wurde 1963 errichtet.

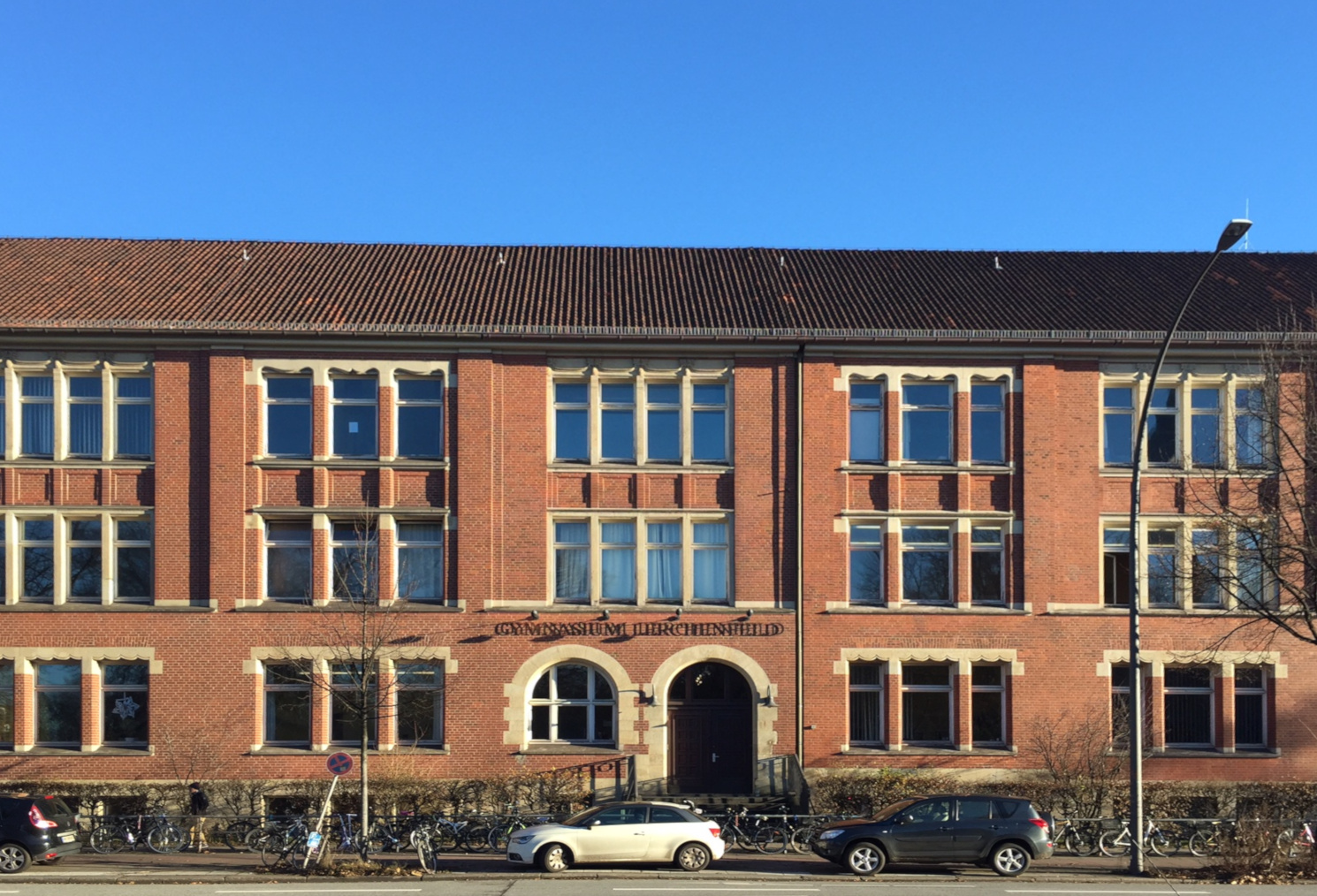
Altbau des Gymnasiums Lerchenfeld.

In der Hausnummer 10 befindet sich das Gymnasium Lerchenfeld, das 1910 als Staatliche höhere Mädchenschule am Lerchenfeld nach Plänen von Albert Erbe errichtet wurde. Gemeinsam mit der Helene-Lange-Schule in Eimsbüttel war es die erste staatliche höhere Mädchenschule Hamburgs. 1925 konnte erstmals das Abitur dort abgelegt werden. Im Rahmen der Koedukation werden seit 1970 auch Jungen an der Schule unterrichtet.

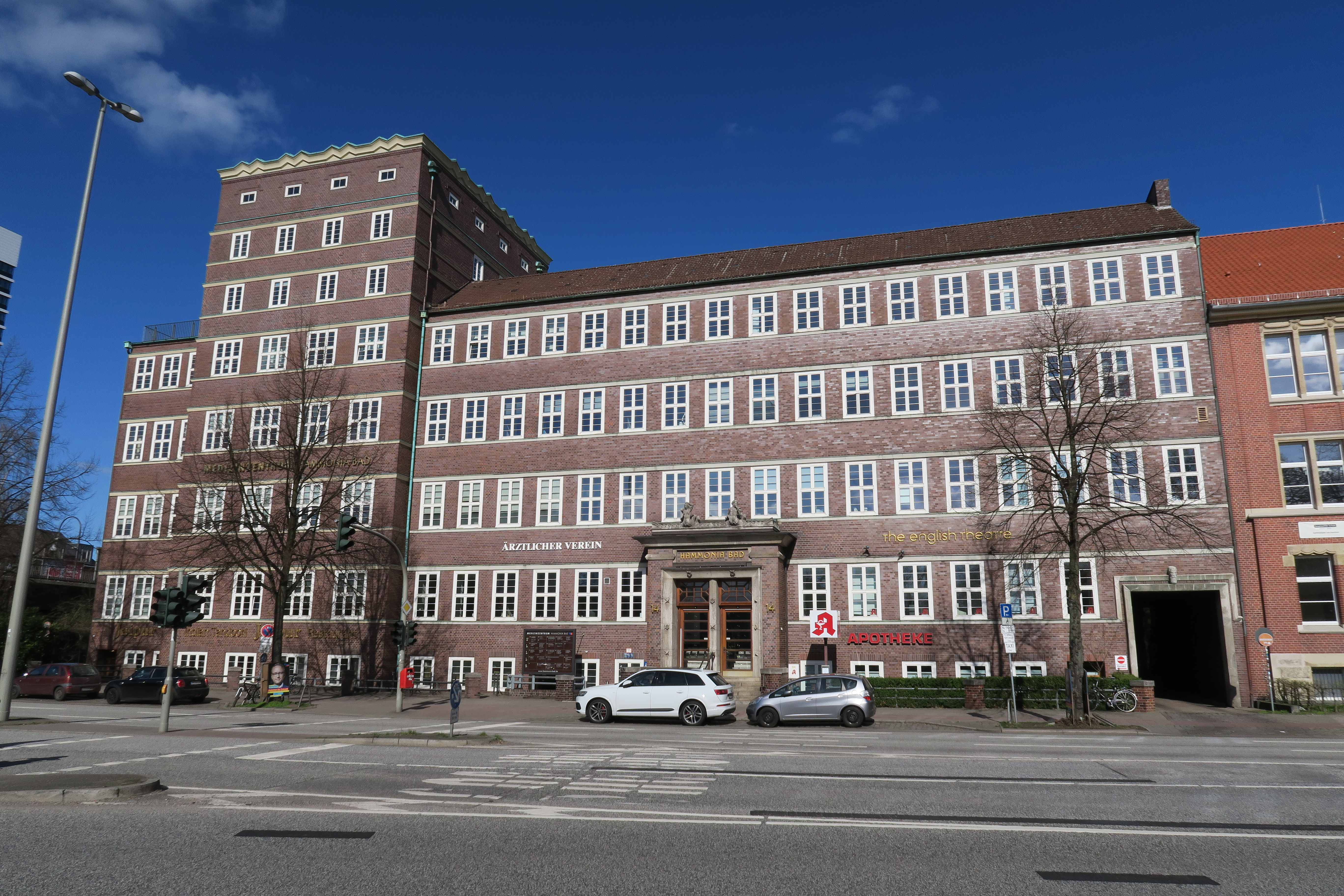
Das ehemalige Hammonia-Bad wird heute überwiegend als Ärztehaus genutzt.

Das ehemalige Hammonia-Bad in der Hausnummer 14 wurde in den 1920er Jahren nach Plänen von Carl Feindt als Badeanstalt erbaut. Der 6-stöckige höhere Teil des Gebäudes schließt in der Dachverzierung aus Muschelkalk mit einer symbolischer Wellenornamentik ab und erinnert so an das ehemalige Bad. Es wird heutzutage vorwiegend als Ärztehaus genutzt, beherbergt neben Arztpraxen aber auch das The English Theatre of Hamburg, eine Apotheke und im Souterrain ein indisches Restaurant.
Hinter der U-Bahn-Trasse befand sich in der Hausnummer 44 in den 1950er Jahren die Firma Otto C.H. Thies, die dort eine Schokoladenfabrik und einen Kaffee-Import und Großhandel betrieb. Sie ging 1954 in Konkurs. An der Ecke zur Oberaltenallee steht als Nummer 48 ein markantes Backstein-Gebäude, das 1930 nach Plänen von Paul A. R. Frank im Bauhaus-Stil erbaut wurde und ebenfalls unter Denkmalschutz steht. Im Erdgeschoss befindet sich ein türkisches Restaurant. Am nördlichen Ende befindet sich auf der Seite des U-Bahnhofes die zweite Stadtradstation im Verlauf des Lerchenfelds.

## Öffentlicher Personennahverkehr

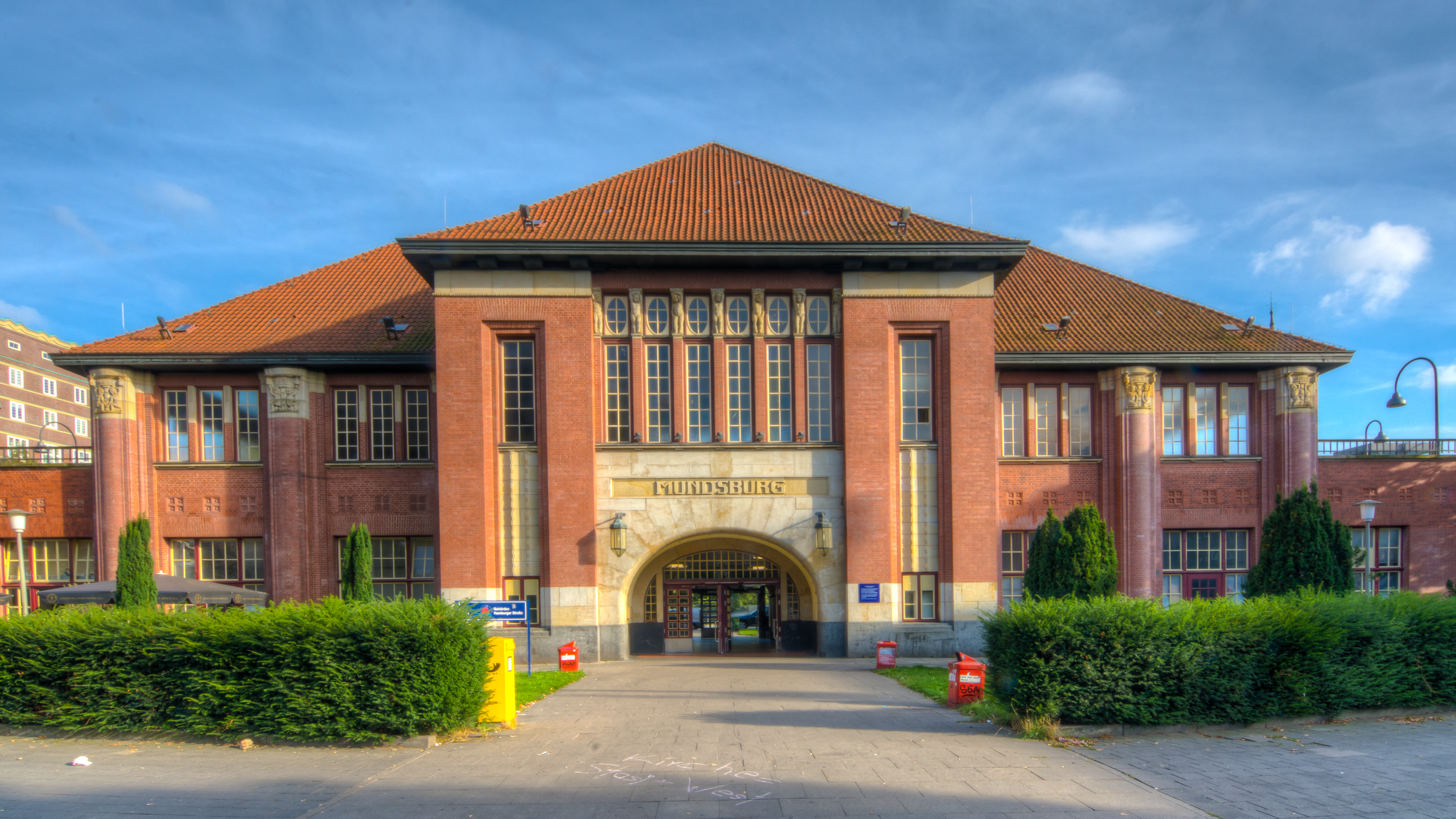
Der U-Bahnhof Mundsburg liegt am Lerchenfeld.

An der Straßenecke Lerchenfeld / Mundsburger Damm befindet sich der U-Bahnhof Mundsburg der U-Bahn-Linie 3. Er wurde bis 1912 für die Ringlinie nach Plänen von Raabe & Wöhlecke errichtet.

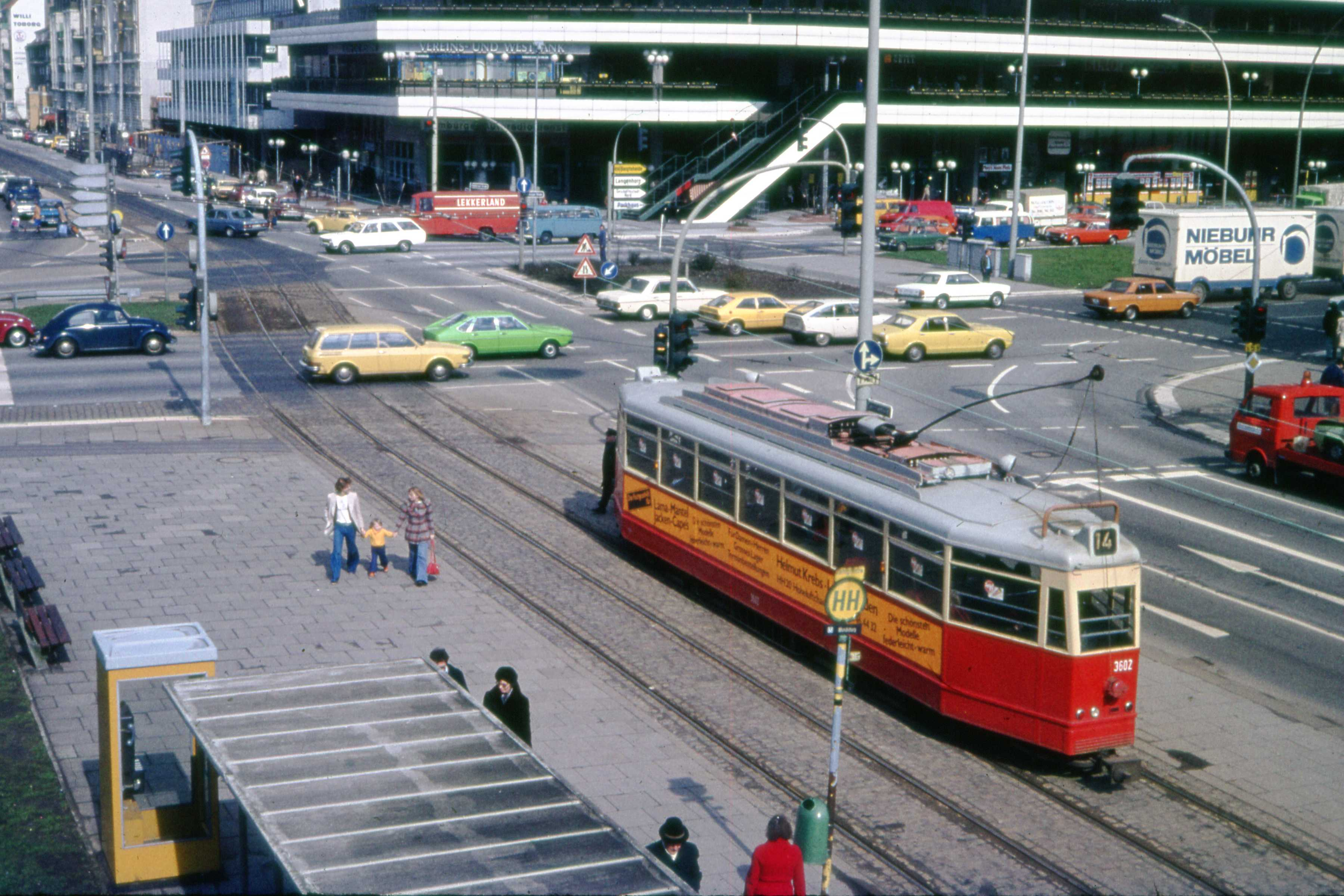
Eine Straßenbahn der Linie 14 verlässt aus Richtung Lerchenfeld kommend in den 1970er Jahren die Haltestelle Mundsburg, um durch den Winterhuder Weg zu fahren.

Zum 1. Oktober 1909 fuhr mit der neuen Linie 35 erstmals die Straßenbahn durch das Lerchenfeld. Sie kam vom Mühlenkamp und führte über Mundsburg, Berliner Tor und die Elbbrücken bis auf die Veddel. Diese Strecke wurde später bis zum Goldbekplatz bzw. in den Freihafen verlängert. Ab 1925 bediente zudem die Linie 27 vom Altonaer Rathaus kommend über Schlump, Hallerstraße, Mittelweg und Mühlenkamp und weiter über Mundsburg, Landwehr, Hammer Landstraße bis zur Diagonalstraße in Hamm-Süd das Lerchenfeld. 1954 wurde dann das Liniensystem neu gestaltet und nunmehr fuhren die Linien 14 (St. Pauli, Eimsbüttel, Eppendorf, Winterhude, Uhlenhorst, Berliner Tor, Elbbrücken, Freihafen) und 15 (Elbchaussee, Altonaer Rathaus, Eimsbüttel, Eppendorf, Winterhude, Uhlenhorst, Borgfelde, Hamm) durch das Lerchenfeld. Seit im März 1976 die Linie 15 und im Mai 1977 die Linie 14 eingestellt wurden, fährt die Straßenbahn nicht mehr durch die Straße.
Statt der Straßenbahn fuhr zunächst die Buslinie 106 durch das Lerchenfeld, die auf dem Teilstück von Eppendorf bis zur Veddel die Linie 14 ersetzt hatte. 2001 wurde aus dem 106er die heutige Metrobuslinie 25. Diese verbindet den Bahnhof Mundsburg mit den Haltestelle Uferstraße, die im Lerchenfeld liegen. Die beiden Stadtbuslinien 172 und 173 bedienen vom Bahnhof Mundsburg aus kommend in Richtung Süden ebenfalls die Haltestelle Uferstraße. Nachts fährt die Nachtbuslinie 606 durch die Straße.

## Stolpersteine für Opfer des Nationalsozialismus
Im Winterhuder Weg wurden bisher vier Stolpersteine für Opfer des Nationalsozialismus verlegt, die sich sämtlich auf der nordöstlichen Seite der Straße befinden. Drei Stolpersteine für zwei Professoren und einen Studenten der Hochschule für bildende Künste Hamburg vor deren Gebäude in der Hausnummer 2 und ein Stolperstein für eine Lehrerin des Staatlichen Lyzeums Lerchenfeld vor dem Schulgebäude des heutigen Gymnasiums Lerchenfeld in der Nummer 10.

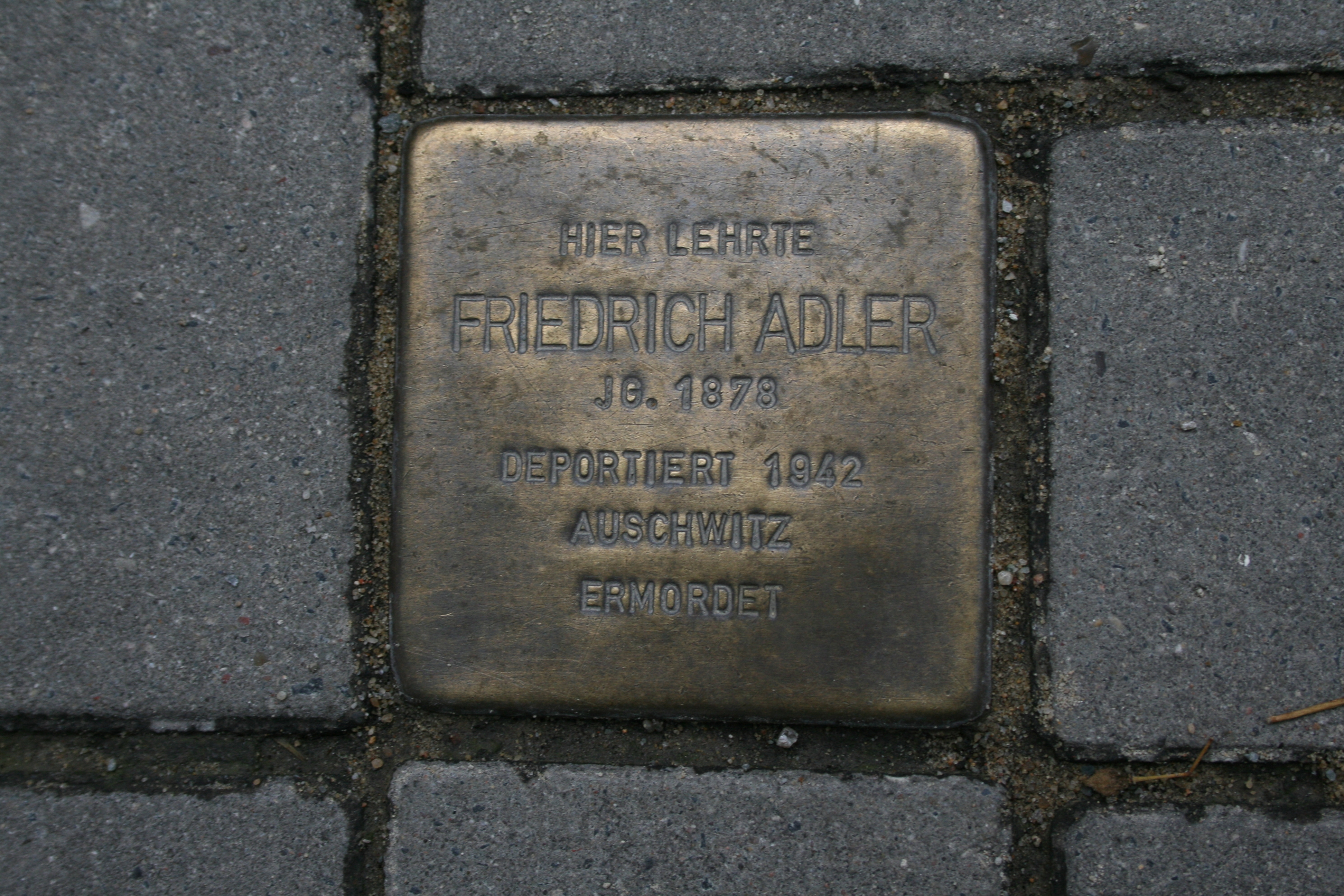
Friedrich Adler vor dem Lerchenfeld 2
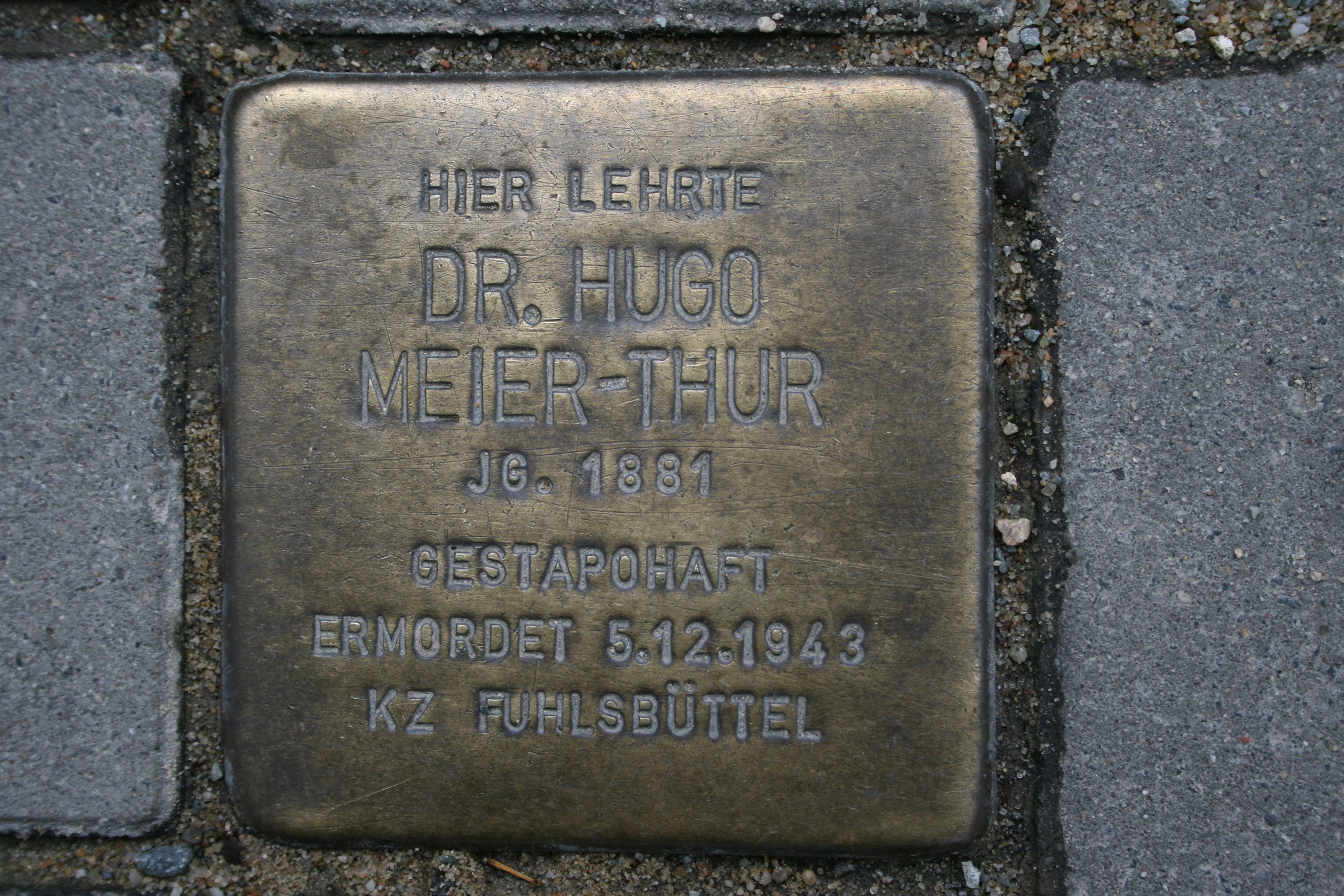
Hugo Meier-Thur vor dem Lerchenfeld 2
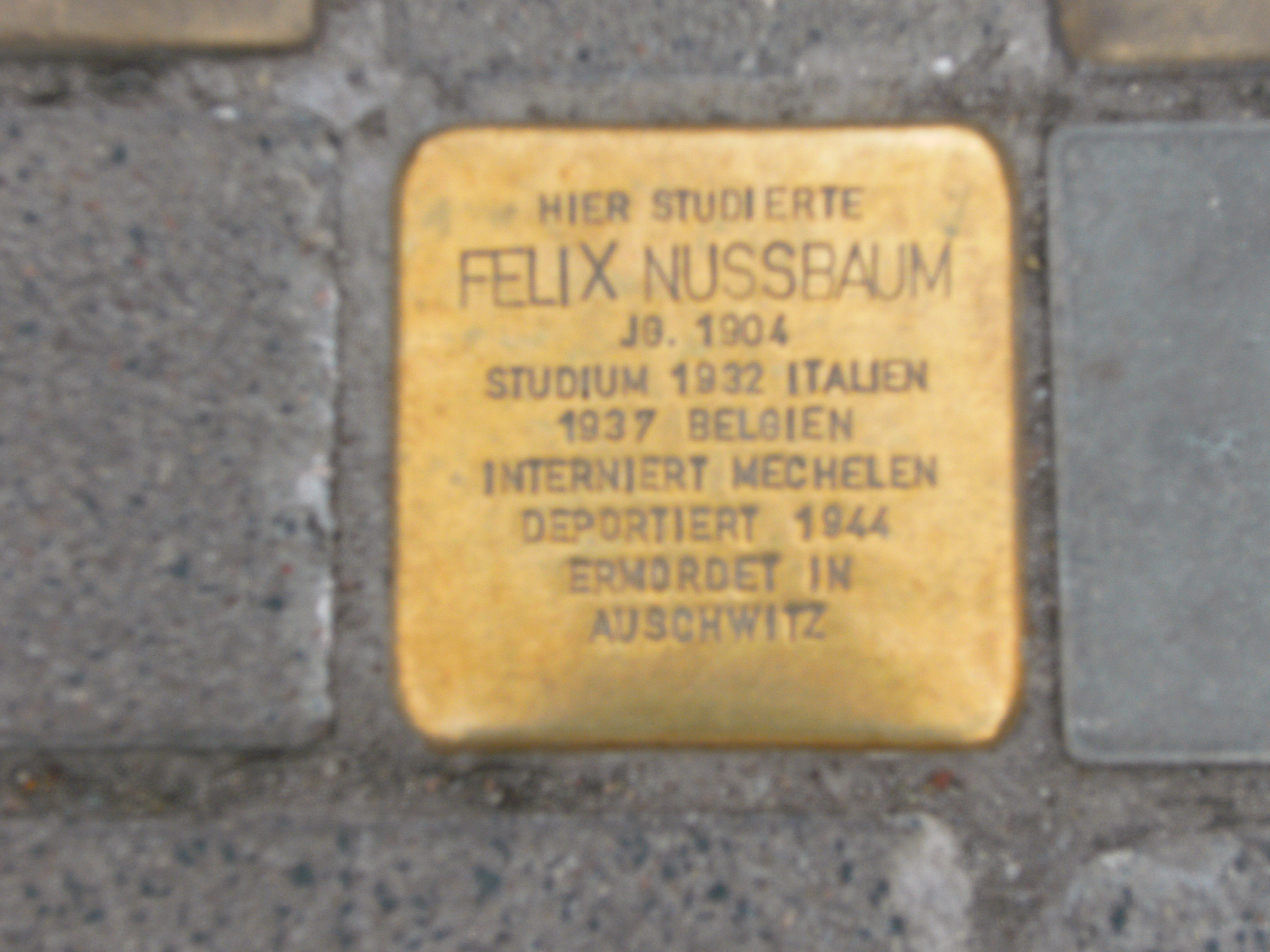
Felix Nussbaum vor dem Lerchenfeld 2
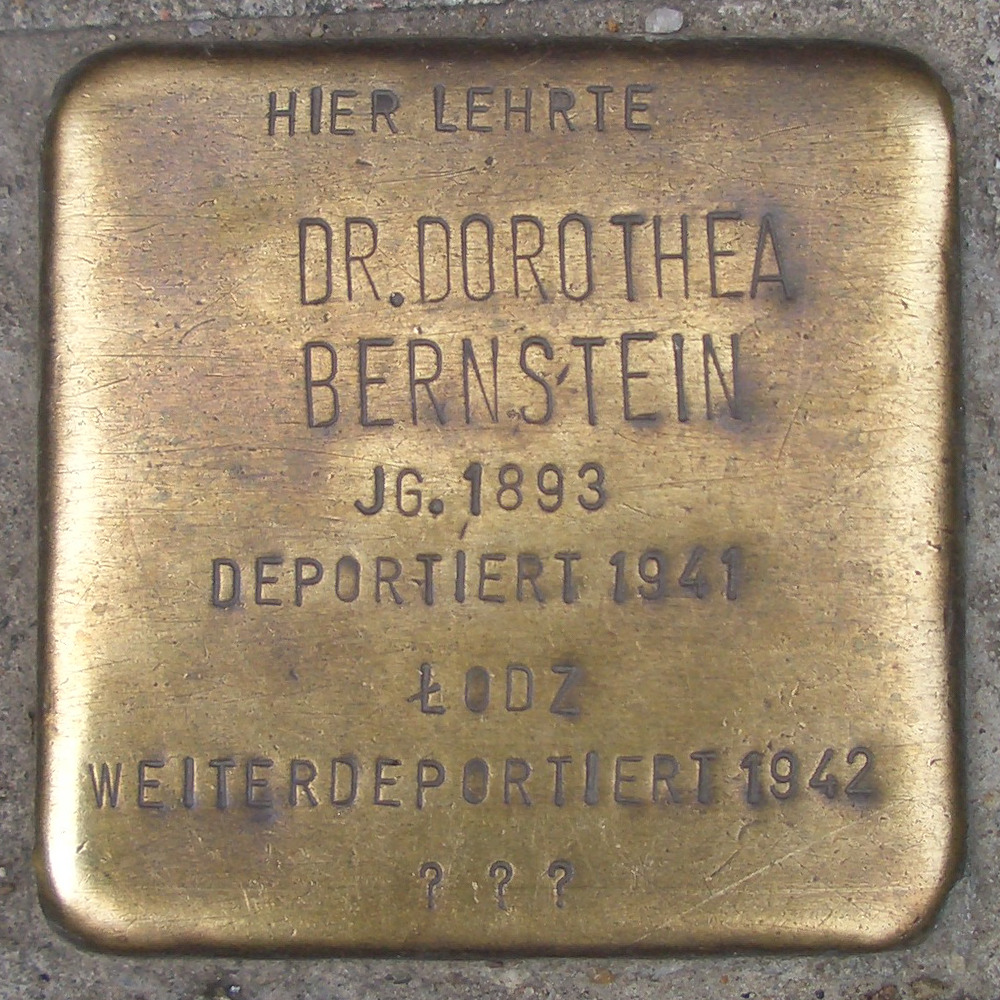
Dorothea Bernstein vor dem Lerchenfeld 10